# ブラジルポルトガル語
ブラジルポルトガル語（ブラジルポルトガルご、Português do Brasil, Português brasileiro）は、主にブラジルで話されているポルトガル語の一派である。ポルトガルで話されるイベリアポルトガル語とは若干異なり、英語におけるアメリカ英語とイギリス英語との差と比べて、文法や発音、語彙、敬語、綴りなどに大きな違いがある。日本では「ブラジル語」、俗に「ブラポル語」と略称されることもある。

## 他の地域との違い

### 母音
- 語末の e, o が [i], [u] となる。
- 一般に e, o が無声化・脱落しない。
- 二重母音: 
  - ei は「アイ」[ɐi̯] ではなく「エイ」[ei̯] である。

### 鼻母音
ã の発音は、後舌のア（暗いア）の鼻母音で発音される。 

### 子音
- ti や di, あるいは語末の te や de はチやジという発音になる。
- 音節末の s や z は、シュ /ʃ/ の発音にはならない。
- 語頭や n, l の後の r および語中の rr は 無声軟口蓋摩擦音/x/ [x, h] などで発音される（もとは有声口蓋垂摩擦音[ʁ]やそれが無声化した[χ]でも発音された）。なお、近年ポルトガルでもこのように発音する傾向がある｡ リオデジャネイロにはフランス系移民が多く、中にはフランス語のように r, rr を常に口蓋垂音で発音する癖を持った人もいる。
- 音節末の c, p は脱落する。脱落しないものは、常に発音される。またこの子音字の前の母音は、無強勢部でも a /a/, e /ɛ/, o /ɔ/ で読むとは限らない。
- 語頭で無声子音の前の ex- は、 "ech" または "eich" のように読まない。
- 軟口蓋音 ch /ʃ/, j /ʒ/, lh /ʎ/, nh /ɲ/ の前の e は、/ɐ/ と読まない。
- 音節末のLは、ウ /w/ と発音されることがある。
- e, i の前の /kw/, /gw/ はトレマを使用し qü, gü と書く。
  - なおポルトガル語ではポルトガルとブラジルの正書法を近付ける改革が行われており、ブラジルでも移行期間を経て2013年以降はトレマは使用されなくなった。

### アクセント
標準的ではないが、アクセントのある音節が s あるいは z で終わる語はイがついた発音になることがある。 

### 文法
- 2人称代名詞としての親称 tu（単数）と vós（複数）は、3人称の活用になる você(s) のみにほぼ代替されている（地域によっては tu, vós も用いる）。リオ・デ・ジャネイロや北部、南部では二人称Tuが使われながら動詞の形は三人称という現象も起こっている。そのため、動詞の活用は各時制ごとに6つではなく4つ覚えればよい。なお、目上の人に対しては você のかわりに o senhor（男性）, a senhora（女性）を用いるのが好まれる。また、ブラジル南部の移民はアルゼンチン訛りのためしばしば2人称単数代名詞として vos を用いる。
- 英語では be + 現在分詞で表現される現在進行形の表現が、estar + 現在分詞。

## 現況
ブラジルポルトガル語は、現在ブラジルの公用語であり、ポルトガル語の方言の中で一番多く話されている。これは、ブラジルの人口がポルトガル語圏で一番多いためである。
現在、ブラジルポルトガル語以外のポルトガル語は、ポルトガル本国のイベリアポルトガル語と、アフリカポルトガル語のみである。それぞれを話す人口は、あわせてもブラジルポルトガル語の9分の1である。
日本では、伝統的にブラジルとの関係が深いこともあり、ブラジルポルトガル語のみをポルトガル語として認識している人も多い。実際、日本国内で販売されているポルトガル語学習教材はほとんどがブラジルポルトガル語を対象としている。